# El Palmer
|  | Per a altres significats, vegeu «Palmer». |

Es Palmer és una possessió i llogaret del municipi de Campos (Mallorca), situat al sud de la vila de Campos, vora el balneari de Sant Joan de la Fontsanta. La possessió fou el centre del marquesat des palmer.